# Calamistrum
Als Calamistrum (von lat. calamis „Schilfrohr“, „Halm“) wurde in der römischen Antike ein aus Metall (meist Bronze oder Eisen) gefertigtes Rohr bezeichnet. Es wurde auf Holzasche erwärmt oder ein erhitzter Stab hineingeschoben und wie ein Ondulierstab oder ein moderner Heiz-Lockenwickler verwendet. Die Technik stammte ursprünglich aus dem antiken Griechenland. Die Lockenmode erlebte im 1. Jahrhundert v. Chr. ihre Blütezeit, die Träger der entsprechenden Frisuren wurden calamistrati (oder -tae) und die Sklavinnen, die das Haar krausten und formten, wurden calamistrae genannt.